# Matagi

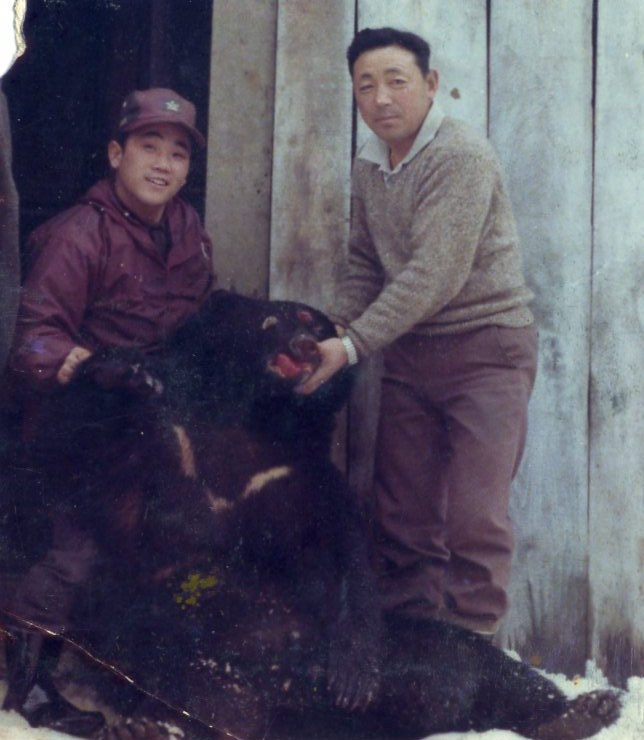
Matagi con un orso ucciso, nel 1966 a Kamikoani, Akita.

I matagi (マタギ? o, più raramente, 又鬼?) sono cacciatori invernali tradizionali della regione di Tōhoku, nel nord del Giappone, più famosa oggi nella zona di Ani, nella prefettura di Akita, che è nota per i cani akita. Successivamente, si diffusero nella foresta di Shirakami-Sanchi, tra Akita e Aomori, e in altre aree del Giappone. Documentati come gruppo specializzato dal periodo medievale, i matagi continuano a cacciare cervi e orsi anche in epoca contemporanea e la loro cultura ha molto in comune con il culto dell'orso del popolo Ainu.
Con l'introduzione delle moderne armi da fuoco nel XIX secolo e l'aumento della produzione nazionale di fucili, a partire dal fucile Murata, la necessità di caccia di gruppo per l'orso è diminuita, portando ad un declino della cultura matagi.
Gruppi di matagi si trovano nei distretti di Nishitsugaru e Nakatsugaru (prefettura di Aomori), Kitaakita e Senboku (prefettura di Akita), Waga (prefettura di Iwate), Nishiokitama e Tsuruoka (prefettura di Yamagata), Murakami e Nakauonuma (prefetture di Niigata e Nagano).

## Etimologia e lingua
Il vocabolario di caccia matagi specializzato contiene un certo numero di parole in lingua ainu. La parola "matagi" stessa potrebbe essere di origine ainu, da "matangi" o "matangitono", che significa "uomo d'inverno" o "cacciatore".

## Origine etnica
Secondo alcuni ricercatori dell'Università di Waseda, Sean Lee e Toshikazu Hasegawa, i matagi sono i discendenti storici di cacciatori e pescatori di lingua ainu che migrarono giù da Hokkaidō in parti di Honshū. Hanno anche contribuito con diversi toponimi e prestiti derivati dalla lingua ainu, relativi alla geografia e ad alcuni animali forestali e acquatici che cacciavano, al popolo locale di lingua giapponese.

## Pratiche di caccia

### Spiritualità
I matagi hanno una cultura unica che ruota attorno alla loro fede negli dei della montagna e nella legge distinta. Per loro, la caccia è uno stile di vita e non una forma di sport. Gli animali cacciati sono percepiti come doni degli dei della montagna, e i matagi hanno un certo modo di macellare e preparare l'animale. Dopo che l'animale è stato ucciso, viene elogiato e lo spirito confortato. Quindi, per compensare la perdita di vite umane, viene utilizzato tutto, dalla pelliccia agli organi interni. L'accento è posto sull'atto di prendere la vita di un animale attraverso la cerimonia e la riflessione, che viene poi trasmessa alle future generazioni di matagi.

### Matagi attuale
I matagi vivono in piccoli villaggi delle faggete di montagna di Tōhoku e si dedicano all'agricoltura durante la stagione della semina e del raccolto. In inverno e all'inizio della primavera, formano bande di caccia che trascorrono settimane alla volta nella foresta.
In epoca contemporanea, alcuni matagi sono entrati in conflitto con gli attivisti ambientali, a causa delle preoccupazioni per la deforestazione e la diminuzione del numero di alcune specie animali.
I matagi non cacciano più il serow giapponese, che è protetto, ma continuano a cacciare l'orso con una licenza speciale.

## Riferimenti letterari
I matagi sono citati e descritti nel romanzo biografico Dog Man: An Uncommon Life on a Faraway Mountain di Martha Sherrill, insieme alle descrizioni di un vero matagi moderno di nome Uesugi, che era un amico dei personaggi principali che hanno contribuito a preservare la razza di cane Akita, che hanno usato ampiamente per la caccia. Matagi figurano come personaggi principali nel romanzo La ragazza con la faccia della luna di Ellis Amdur. Nella serie manga Golden Kamui un cacciatore matagi di nome Tanigaki Genjirō è in primo piano, così come la cultura Ainu in generale. Takao Yaguchi ha realizzato due manga: Matagi Retsuden e Matagi.